# Université au Danemark
Le Danemark compte neuf universités, certaines spécialisées dans des champs de recherche et d'enseignement précis.

## Universités généralistes

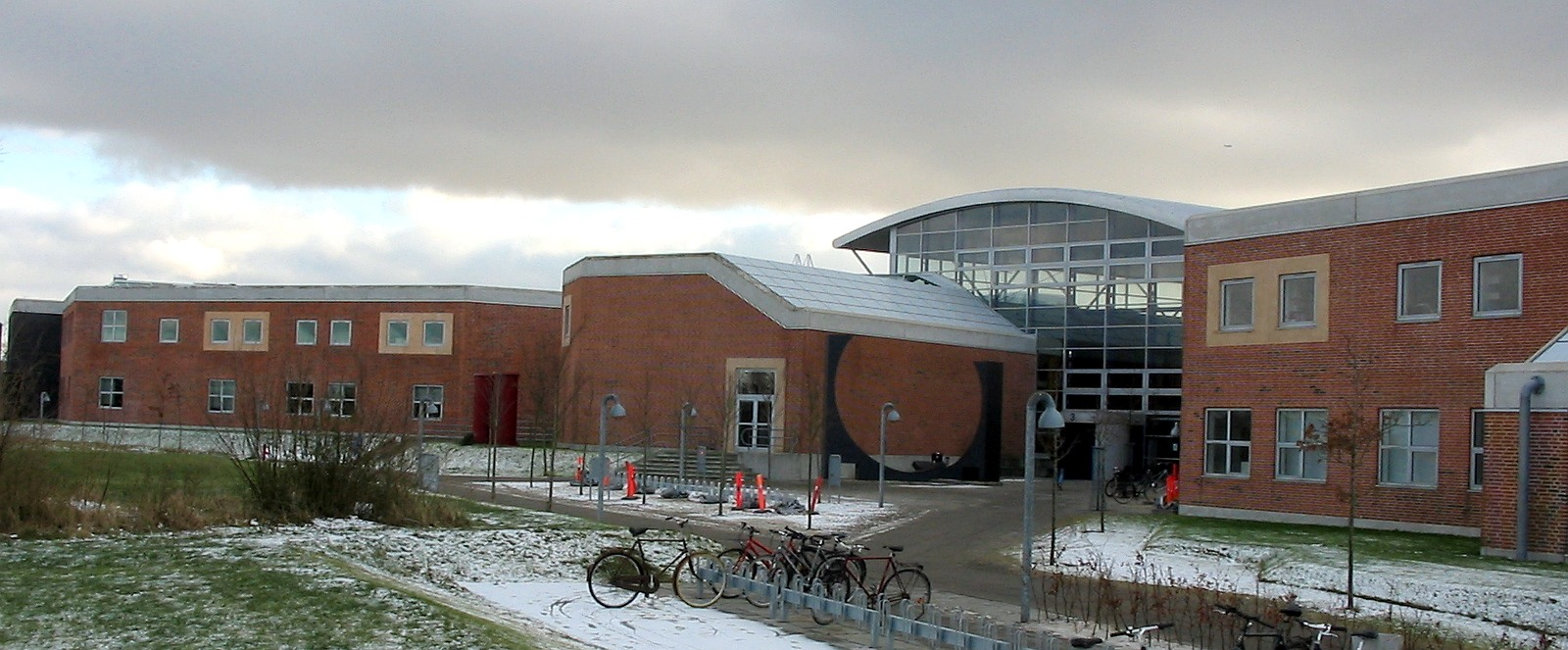
Vue du campus d'Aalborg

- Université de Copenhague
- Université d'Aarhus
- Université d'Aalborg
- Université de Roskilde
- Université des îles Féroé
- Université du sud Danemark

## Universités spécialisées dans les sciences
- Université technique du Danemark
- Université IT de Copenhague

## Université spécialisée dans le commerce
- École de commerce de Copenhague